# مايك وات
مايك وات (بالإنجليزية: Mike Watt)‏ هو موسيقي ومغني وكاتب أغاني ومقدم برامج إذاعية أمريكي، ولد في 20 ديسمبر 1957 في بورتسموث في الولايات المتحدة.

## وصلات خارجية
- الموقع الرسمي
- مايك وات على موقع IMDb (الإنجليزية)
- مايك وات على موقع الموسوعة البريطانية (الإنجليزية)
- مايك وات على موقع ميوزك برينز (الإنجليزية)
- مايك وات على موقع إن إن دي بي (الإنجليزية)
- مايك وات على موقع أول ميوزيك (الإنجليزية)
- مايك وات على موقع ديسكوغز (الإنجليزية)
- مايك وات على موقع قاعدة بيانات الفيلم (الإنجليزية)